# Appledore (Devon)
Appledore è un paese della contea del Devon, in Inghilterra.